# Tres colors: Blanc
Tres colors: Blanc (títol original en francès: Trois couleurs : Blanc) és una pel·lícula franco-polonesa-suïssa de Krzysztof Kieślowski estrenada el 1994 i doblada al català.

## Argument
La trilogia Tres Colors explora de manera successiva els tres termes de la divisa de França: «Llibertat, Igualtat, Fraternitat».
La segona pel·lícula de la trilogia (blanc) té per a tema la igualtat.
| « | «És una història sobre la negació de la igualtat. El concepte d'igualtat suggereix que tots som iguals. Ara bé penso que no és veritat. Ningú no vol ser veritablement igual del seu proïsme. Cadascú vol ser més igual.» (Krzysztof Kielowski) | » |

En aquesta segona part, Kielowski s'interessa pel trastorn econòmic que ha conegut Polònia des de la caiguda del mur de Berlín; aborda aquest tema a través d'una història d'amor que evoca les relacions entre l'Est i l'Oest. Va ser la menys taquillera de totes tres i, sens dubte, la més f1uixa, pel particular to de comèdia que hi va atorgar el cineasta polonès. Amb lot, Blanc esdevé un estimable retrat d'un home perdut perquè no té ni papers ni cap document per acreditar-se.
Un jove perruquer polonès (Karol) emigrat a França s'ha quedat sense diners ni passaport, sense casa i sense esposa, ja que ella (Dominique) ha obtingut a París el divorci al·legant la no consumació del matrimoni. Llavors ha de sobreviure tocant al metro amb una pinta i un paper. Fuig de la policia i pot tornar a Varsòvia amagat en una maleta, després només pensa només a venjar-se de la seva dona. I en un estrany gir, la Dominique acaba a la presó a Polònia.

## Repartiment
- Zbigniew Zamachowski: Karol Karol
- Julie Delpy: Dominique Vidal
- Janusz Gajos: Mikołaj
- Jerzy Stuhr: Jurek

## Al voltant de la pel·lícula
Juliette Binoche, que actuava a Tres colors: Blau fa una breu aparició al començament de la pel·lícula en l'escena del tribunal.

## Premis
- Festival Internacional de Cinema de Berlín: Os de Plata a la millor direcció per Krzysztof Kieślowski (1994)